# Ligat ha'Al 2009-2010
La Ligat ha'Al 2009-2010 è stata la 69ª edizione della massima divisione del campionato israeliano di calcio.
Con tale stagione, furono apportate due novità alla formula della massima serie del campionato israeliano.
Anzitutto, il numero delle squadre della prima divisione venne portato a 16.
Poi, per la prima volta dopo il campionato 1991-1992, al termine della stagione regolare non si assegnò il titolo alla prima classificata. Al contrario, fu disputato un girone finale all'italiana con partite di sola andata tra le prime sei classificate della stagione regolare: nel girone finale, le stesse partirono con la metà dei punti collezionati nella prima fase del campionato.
Le squadre classificatesi tra l'undicesimo e il sedicesimo posto disputarono un analogo torneo per decidere le due retrocessioni in Liga Leumit; anche in tal caso, le sei contendenti partirono con la metà dei punti conquistati nella stagione regolare.
Le squadre classificatesi tra il settimo e il decimo posto si contesero anch'esse un torneo, valido, tuttavia, solo a definirne il piazzamento finale e non anche ad assegnare posti nelle competizioni europee.
Iniziata il 22 agosto 2009, la stagione 2009-2010 si concluse il 15 maggio 2010 con la vittoria dell'Hapoel Tel Aviv (undicesimo titolo nazionale).
Capocannoniere del torneo fu Shlomi Arbeitman, del Maccabi Haifa, con 28 goal.

## Squadre partecipanti
| Club                | Città        |
| ------------------- | ------------ |
| Ashdod              | Ashdod       |
| Beitar Gerusalemme  | Gerusalemme  |
| Bnei Sakhnin        | Bnei Sakhnin |
| Bnei Yehuda         | Tel Aviv     |
| Hapoel Akko         | Acri         |
| Hapoel Be'er Sheva  | Be'er Sheva  |
| Hapoel Haifa        | Haifa        |
| Hapoel Petah Tiqwa  | Petah Tiqwa  |
| Hapoel Ra'anana     | Ra'anana     |
| Hapoel Ramat Gan    | Ramat Gan    |
| Hapoel Tel Aviv     | Tel Aviv     |
| Maccabi Ahi Nazaret | Nazaret      |
| Maccabi Haifa       | Haifa        |
| Maccabi Netanya     | Netanya      |
| Maccabi Petah Tiqwa | Petah Tiqwa  |
| Maccabi Tel Aviv    | Tel Aviv     |

## Classifica finale della stagione regolare
| Pos. | Squadra             | Pt | G  | V  | N  | P  | GF | GS | DR  | P.ti 2a fase |
| ---- | ------------------- | -- | -- | -- | -- | -- | -- | -- | --- | ------------ |
| 1.   | Maccabi Haifa       | 77 | 30 | 25 | 2  | 3  | 64 | 12 | +52 | 39           |
| 2.   | Hapoel Tel Aviv     | 71 | 30 | 21 | 8  | 1  | 79 | 25 | +54 | 36           |
| 3.   | Maccabi Tel Aviv    | 52 | 30 | 15 | 7  | 8  | 47 | 33 | +14 | 26           |
| 4.   | Beitar Gerusalemme  | 46 | 30 | 13 | 7  | 10 | 46 | 34 | +12 | 23           |
| 5.   | Bnei Yehuda         | 45 | 30 | 12 | 9  | 9  | 37 | 30 | +7  | 23           |
| 6.   | Ashdod              | 43 | 30 | 11 | 10 | 9  | 32 | 30 | +2  | 22           |
| 7.   | Bnei Sakhnin        | 41 | 30 | 11 | 8  | 11 | 28 | 29 | -1  | 21           |
| 8.   | Hapoel Be'er Sheva  | 40 | 30 | 10 | 10 | 10 | 44 | 50 | -6  | 20           |
| 9.   | Maccabi Netanya     | 36 | 30 | 9  | 9  | 12 | 41 | 40 | +1  | 18           |
| 10.  | Maccabi Petah Tiqwa | 35 | 30 | 8  | 11 | 11 | 37 | 43 | -6  | 18           |
| 11.  | Hapoel Ramat Gan    | 33 | 30 | 8  | 9  | 13 | 27 | 47 | -20 | 17           |
| 12.  | Hapoel Haifa        | 32 | 30 | 8  | 8  | 14 | 39 | 45 | -6  | 16           |
| 13.  | Hapoel Petah Tiqwa  | 31 | 30 | 6  | 13 | 11 | 22 | 41 | -19 | 16           |
| 14.  | Hapoel Akko         | 25 | 30 | 4  | 13 | 13 | 32 | 46 | -14 | 13           |
| 15.  | Maccabi Ahi Nazaret | 24 | 30 | 6  | 6  | 18 | 27 | 67 | -40 | 12           |
| 16.  | Hapoel Ra'anana     | 20 | 30 | 4  | 8  | 18 | 27 | 57 | -30 | 10           |

Legenda:

      Ai play-off

      Al torneo di metà classifica

      Ai play-out

## Play-off

### Risultati
|                    | Ash  | BeG  | BnY  | HTA  | MHa  | MTA  |
| ------------------ | ---- | ---- | ---- | ---- | ---- | ---- |
| Ashdod             | –––– | 1-2  | 2-3  |      |      |      |
| Beitar Gerusalemme |      | –––– | 1-2  | 1-2  |      |      |
| Bnei Yehuda        |      |      | –––– |      | 1-1  | 0-0  |
| Hapoel Tel Aviv    | 4-0  |      | 1-0  | –––– |      | 0-0  |
| Maccabi Haifa      | 3-1  | 2-1  |      | 0-1  | –––– |      |
| Maccabi Tel Aviv   | 2-0  | 3-0  |      |      | 0-2  | –––– |

### Classifica
|                     | Pos. | Squadra            | Pt | G  | V  | N  | P  | GF | GS | DR  |
| ------------------- | ---- | ------------------ | -- | -- | -- | -- | -- | -- | -- | --- |
| Campione di Israele | 1.   | Hapoel Tel Aviv    | 49 | 35 | 25 | 9  | 1  | 87 | 26 | +61 |
|                     | 2.   | Maccabi Haifa      | 49 | 35 | 28 | 3  | 4  | 72 | 16 | +56 |
|                     | 3.   | Maccabi Tel Aviv   | 34 | 35 | 17 | 9  | 9  | 52 | 35 | +17 |
| [ 1 ]               | 4.   | Bnei Yehuda        | 31 | 35 | 14 | 11 | 10 | 43 | 34 | +9  |
|                     | 5.   | Beitar Gerusalemme | 26 | 35 | 14 | 7  | 14 | 50 | 44 | +6  |
|                     | 6.   | Ashdod             | 22 | 35 | 11 | 10 | 14 | 36 | 45 | -9  |

## Torneo di metà classifica

### Risultati
|                     | BnS  | HBS  | Mne  | MPT  |
| ------------------- | ---- | ---- | ---- | ---- |
| Bnei Sakhnin        | –––– | 1-0  |      | 2-0  |
| Hapoel Be'er Sheva  |      | –––– | 4-0  | 1-4  |
| Maccabi Netanya     | 2-0  |      | –––– |      |
| Maccabi Petah Tiqwa |      |      | 3-1  | –––– |

### Classifica
|  | Pos. | Squadra             | Pt | G  | V  | N  | P  | GF | GS | DR |
|  | ---- | ------------------- | -- | -- | -- | -- | -- | -- | -- | -- |
|  | 7.   | Bnei Sakhnin        | 27 | 33 | 13 | 8  | 12 | 31 | 31 | 0  |
|  | 8.   | Maccabi Petah Tiqwa | 24 | 33 | 10 | 11 | 12 | 44 | 47 | -3 |
|  | 9.   | Hapoel Be'er Sheva  | 23 | 33 | 11 | 10 | 12 | 49 | 55 | -6 |
|  | 10.  | Maccabi Netanya     | 21 | 33 | 10 | 9  | 14 | 44 | 47 | -3 |

## Play-out

### Risultati
|                     | HAk  | HHa  | HPT  | HRa  | HRG  | MAN  |
| ------------------- | ---- | ---- | ---- | ---- | ---- | ---- |
| Hapoel Akko         | –––– | 1-0  |      |      |      | 3-1  |
| Hapoel Haifa        |      | –––– | 1-2  | 1-0  |      | 2-2  |
| Hapoel Petah Tiqwa  | 1-2  |      | –––– | 0-0  | 2-1  |      |
| Hapoel Ra'anana     | 4-0  |      |      | –––– |      | 2-0  |
| Hapoel Ramat Gan    | 0-0  | 0-1  |      | 0-0  | –––– |      |
| Maccabi Ahi Nazaret |      |      | 3-0  |      | 0-7  | –––– |

### Classifica
|  | Pos. | Squadra             | Pt | G  | V  | N  | P  | GF | GS | DR  |
|  | ---- | ------------------- | -- | -- | -- | -- | -- | -- | -- | --- |
|  | 11.  | Hapoel Haifa        | 23 | 35 | 10 | 9  | 16 | 44 | 50 | -6  |
|  | 12.  | Hapoel Akko         | 23 | 35 | 7  | 14 | 14 | 38 | 52 | -14 |
|  | 13.  | Hapoel Petah Tiqwa  | 23 | 35 | 8  | 14 | 13 | 28 | 48 | -20 |
|  | 14.  | Hapoel Ramat Gan    | 22 | 35 | 9  | 11 | 15 | 34 | 49 | -15 |
|  | 15.  | Hapoel Ra'anana     | 18 | 35 | 6  | 10 | 19 | 33 | 58 | -25 |
|  | 16.  | Maccabi Ahi Nazaret | 16 | 35 | 7  | 7  | 21 | 33 | 81 | -48 |

## Spareggio promozione-retrocessione
| Arbitro: | Eitan Tabrizi |

|            |           |  |
| Hermon 84’ | Marcatori |  |

## Verdetti
- Hapoel Tel Aviv campione di Israele 2009-2010, qualificato al secondo turno preliminare della Champions League 2010-2011
- Maccabi Haifa qualificato al terzo turno preliminare dell'Europa League 2010-2011
- Maccabi Tel Aviv qualificato al secondo turno preliminare dell'Europa League 2010-2011
- Bnei Yehuda qualificato al primo turno preliminare dell'Europa League 2010-2011
- Hapoel Ra'anana e Maccabi Ahi Nazaret retrocessi in Liga Leumit 2010-2011
- Ironi Kiryat Shmona e Hapoel Ashkelon promosse in Ligat ha'Al 2010-2011

## Classifica marcatori
| Calciatore           | Squadra             | Gol |
| -------------------- | ------------------- | --- |
| Shlomi Arbeitman     | Maccabi Haifa       | 26  |
| Itay Shechter        | Hapoel Tel Aviv     | 22  |
| Barak Itzhaki        | Beitar Gerusalemme  | 15  |
| Vladimer Dvalishvili | Maccabi Haifa       | 14  |
| Pedro Joaquín Galván | Bnei Yehuda         | 12  |
| Dimităr Makriev      | Ashdod              | 12  |
| Omer Damari          | Maccabi Petah Tiqwa | 12  |
| David Ben Dayan      | Hapoel Tel Aviv     | 10  |
| Toto Tamuz           | Beitar Gerusalemme  | 10  |
| Maor Meliksson       | Hapoel Be'er Sheva  | 9   |
| Yossi Shivhon        | Maccabi Tel Aviv    | 9   |